# Abu-Abd-Al·lah aix-Xií
Abu-Abd-A·lah al-Hussayn ibn Àhmad ibn Muhàmmad ibn Zakariyyà aix-Xií, més conegut simplement com a Abu-Abd-Al·lah aix-Xií (àrab: أبو عبد الله الشيعي, Abū ʿAbd Allāh ax-Xīʿī) o, menys sovint, com al-Múhtasib, fou el fundador de l'imperi fatimita.
Era nadiu de Sana al Iemen i es va unir al moviment ismaïlita a l'Iraq. Enviat al Iemen va aprendre amb Mansur-al-Yaman conegut com a Ibn Hàwxab, cap dels ismaïlites de la regió. Va fer la peregrinació a la Meca i en el viatge es va unir a uns peregrins de la tribu kutama als que va acompanyar al retorn del seu país on va arribar el 3 de juny del 893, i es va instal·lar a Iqjan prop de Setif on va reunir un nombrós grup de seguidors, però per l'oposició d'una branca dels kutama es va haver de traslladar a Tazrut. En aquest lloc no va parar de reforçar la seva posició. Va ocupar Mila i va poder rebutjar dues expedicions enviades contra ell pel govern aglàbida el 902 i el 903. A causa de la pèrdua per un temps de territoris sota control va traslladar la capital altra vegada a Ikdjan, que va esdevenir la seva base principal.
El 902 l'imam Ubayd-Al·lah al-Mahdí va fugir de Síria i va intentar reunir-se amb Abu-Abd-Al·lah, però no ho va aconseguir i es va refugiar a Sigilmasa on fou empresonat; l'acompanyava Abu-l-Abbàs Muhàmmad germà d'Abu-Abd-Al·lah. Abu-l-Abbàs va caure presoner dels aglàbides. Llavors Abu-Abd-Al·lah va iniciar l'ofensiva, va conquerir Setif, Tubna (906), Belezma (906), va derrotar els aglàbides a Dar Mallul, i va entrar a Tidhjis i Baghaya; després va obtenir una nova victòria a Dar Madyan i es va apoderar de la Kashtiliya i Gafsa (909). Va seguir la conquesta d'Al-Urbus (Laribus), que era la posició clau de l'Ifríqiya (19 de març del 909) i l'emir aglàbida Ziyadat-Al·lah va fugir de la seva capital Raqqada on entrà victoriós Abu-Abd-Al·lah el dia 25 de març del 909. El seu germà Abu-l-Abbàs, alliberat, va quedar com a lloctinent a la ciutat, i Abu-Abd-Al·lah va marxar en expedició cap a Sigilmasa, on va aconseguir alliberar a l'imam que fou retornat en triomf a Raqqada el 6 de gener del 910 i fou reconegut com a imam.
El sobirà va conferir els més alts càrrecs a Abu-Abd-Al·lah i a Abu-l-Abbàs, però els desacords no van tardar a aparèixer. L'imam els va fer matar el 31 de juliol del 911.